# Крещёная Ерыкса
Крещёная Ерыкса — село в Мамадышском районе Татарстана. Входит в состав Дюсьметьевского сельского поселения.

## География
Находится в северной части Татарстана на расстоянии приблизительно 19 км на северо-запад по прямой от районного центра города Мамадыш у речки Кумазанка.

## История
Известно с 1680 года. Относится к населённым пунктам с кряшенским населением.

## Население
Постоянных жителей было: в 1782 году — 121 душа мужского пола, в 1859—500, в 1897—674, в 1908—845, в 1920—819, в 1926—845, в 1938—687, в 1949—480, в 1958—446, в 1970—525, в 1979—466, в 1989—321, в 2002 году 189 (татары 67 %, кряшены 32 %, фактически все кряшены), в 2010 году 160.